# Inaciolândia
| \| Inaciolândia \|              |
| Lage der Ortschaft Inaciolândia |
| Inaciolândia                    |

| Inaciolândia |

Inaciolândia ist eine politische brasilianische Gemeinde im Süden des Bundesstaates Goiás in der Mikroregion Meia Ponte.

## Geographische Lage
Inaciolândia grenzt
- im Norden an Bom Jesus de Goiás
- im Nordosten an Itumbiara
- im Osten an Cachoeira Dourada
- im Süden über den Rio Paranaíba an Ituiutaba und Ipiaçu (beide in Minas Gerais)
- im Westen an Gouvelândia über den Rio dos Bois